# Pelusios subniger
Pelusios subniger е вид костенурка от семейство Pelomedusidae. Видът не е застрашен от изчезване.

## Разпространение
Разпространен е в Ботсвана, Бурунди, Гамбия, Демократична република Конго, Замбия, Зимбабве, Камерун, Мадагаскар, Мозамбик, Сао Томе и Принсипи, Сейшели, Танзания и Централноафриканска република. Внесен е в Гваделупа и Мавриций.

## Описание
Продължителността им на живот е около 47 години.